# Paulo Ferreira (peintre)
Pour les articles homonymes, voir Paulo Ferreira (homonymie) et Ferreira.
Paulo Ferreira est un peintre portugais né à Lisbonne le 22 novembre 1911 et mort en 1999.
Outre son activité picturale et ses écrits sur l'art portugais, il fut décorateur de théâtre.

## Œuvres conservées dans des collections publiques
- Mulher com un majerico, 1930, Lisbonne, Fondation Calouste-Gulbenkian.
- Natureza morta mesmo morta, 1931, Figueira da Foz, musée municipal Dr. Santos Rocha (pt).

## Publications
- Correspondance de quatre artistes portugais : Almada-Negreiros, José Pacheco, Souza-Cardoso, Eduardo Viana avec Robert et Sonia Delaunay : contribution à l'histoire de l'art moderne portugais (années 1915-1917), première édition, Paris, 1913 ; seconde édition, Paris, Presses universitaires de France, 1981.
- Amadeo de Souza Cardoso, peintre portugais, 1887-1918, Paris, Centre culturel Calouste Gulbenkian, 1995.

## Décorateur
- Le héros et le soldat, Paris, Studio des Champs-Élysées, mai 1950, mise en scène de Pierre Franck ; texte d'après Bernard Shaw ; adaptation de A. et H. Hamon ; décors et costumes de Paulo Ferreira.